# Blauwzijige koolaardvlo
De blauwzijige koolaardvlo, matblauwe koolaardvlo  of zwartpotige aardvlo (Phyllotreta nigripes) is een keversoort uit de familie bladkevers (Chrysomelidae), die tot de tribus Alticini behoort. De wetenschappelijke naam van de soort werd in 1775 gepubliceerd door Johann Christian Fabricius. De soort komt van nature voor in het Palearctisch gebied en Noord-Afrika.

## Beschrijving
De kever is 1,9-2,8 mm groot en heeft een blauwzwarte tot groene metalen glans. De kop is zeer fijn en verspreid gepunkteerd. De tweede en derde geledingen van de antenne zijn niet lichter gekleurd dan de andere geledingen. De geledingen vijf en zes zijn bijna even lang. De penis (aedoeagus) is  1,8-2,8 mm lang. De larve is 3-4 mm lang. Dankzij een veermechanisme (de "metafemorale veer") in de sterk ontwikkelde dij van de achterste poten kunnen de kevers, typisch voor de meeste aardvlooien wegspringen bij gevaar.

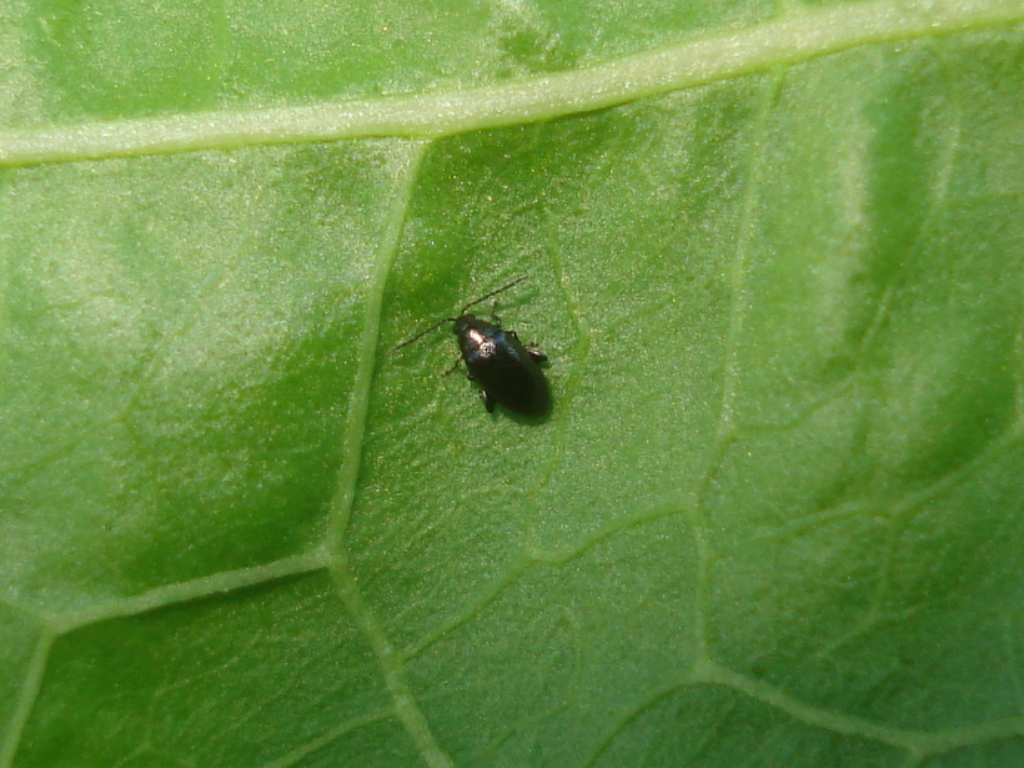
Kever
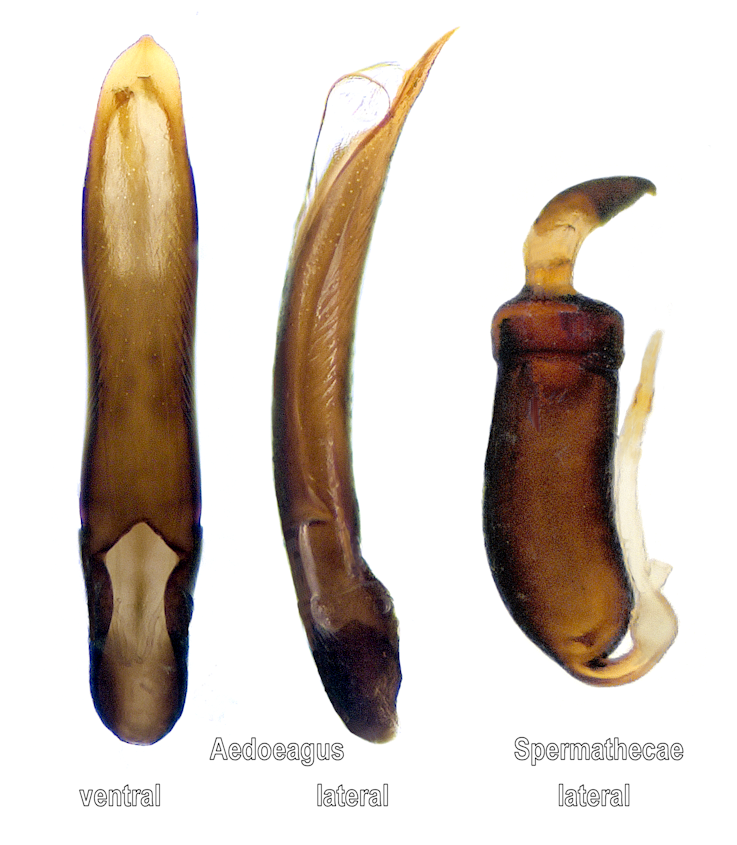
Genitaliën

## Levenscyclus
Er is één generatie kevers per jaar. De kever overwintert onder schors of diep weggekropen onder mos of gras. De vrouwtjes leggen eieren in de grond in de buurt van de waardplanten.

## Waardplanten
Waardplanten zijn vooral soorten van de kruisbloemenfamilie, waaronder broccoli, radijs, kool en rucola. De kevers vreten van de bladeren en de larven van de wortels.